# Wai Hnin Pwint Thon
Wai Hnin Pwint Thon (en birman : ဝေနှင်းပွင့်သုန် ), née le 4 janvier 1989 à Rangoun en Birmanie, est une militante birmane basée à Londres. Wai Hnin Pwint Thon est la fille de Mya Aye, l'un des leaders du mouvement étudiant génération 88 en Birmanie, et détenu politique.

## Biographie
Wai Hnin Pwint Thon naît à Rangoun en Birmanie le 4 janvier 1989. Elle est la fille du militant Mya Aye, un des dirigeants du mouvement étudiant contestataire ayant provoqué les événements politiques de 1988 en Birmanie. Tout au long de sa vie, le père de Wai Hnin Pwint a été emprisonné pour ses engagements politiques, c'est à travers les barreaux de la prison qu'elle l'a rencontré pour la première fois. Elle a quitté la Birmanie en 2006 pour partir faire ses études à Londres. Peu de temps après qu'elle soit arrivée à Londres, son père a été de nouveau arrêté, pour avoir participé à des événements menant à la « révolution de safran » en Birmanie et condamné à 65 ans et demi de prison. Depuis lors, Wai Hnin Pwint Thon a cherché à alerter et mobiliser les médias et l'opinion internationale sur ce qui se passe en Birmanie, et à diffuser les nouvelles de la détention de son père et le sort de plus de 2 200 autres prisonniers politiques encore détenus dans ce pays. 
Wai Hnin Pwint Thon a travaillé pour Burma Campaign UK et Amnesty International ; elle est fréquemment apparue dans les médias britanniques et internationaux. En 2010, après avoir rencontré Wai Hnin Pwint, l'ancien ministre britannique des Affaires étrangères, David Miliband, a déclaré qu'il avait été « frappé d'abord par son courage et sa force à quitter sa famille pour une nouvelle vie pour étudier ici en Grande-Bretagne, et ensuite par sa détermination à réaliser le changement en Birmanie ». Elle étudie la politique mondiale et les relations internationales à Birkbeck, Université de Londres depuis 2013 et en 2016, elle a obtenu un baccalauréat universitaire.